# Bahnstromleitung Köln–Sindorf
Die Bahnstromleitung Köln–Sindorf ist eine im Jahr 2002 in Betrieb genommene Hochspannungs-Freileitung der Deutschen Bahn AG und Bestandteil des Bahnstromnetzes. Wie alle Bahnstromleitungen in Deutschland wird sie als zweipolige 110-kV-Leitung mit Einphasenwechselstrom und einer Frequenz von 16,7 Hertz betrieben. Ebenfalls wie die meisten Bahnstromleitungen verfügt sie über 2 Stromkreise und damit 4 Leiterseile. Im Verlauf dieser Leitung, der sich größtenteils an bestehender Infrastruktur orientiert, befinden sich einige technische Besonderheiten.

## Geschichte
Die Errichtung der Leitung hängt mit dem Ausbau der Bahnstrecke Köln–Aachen zur Schnellfahrstrecke zusammen. Im Abschnitt von Köln bis Düren wurde diese von zwei auf vier Gleise erweitert, wobei die neu gebauten Gleise für den Hochgeschwindigkeitsverkehr (bis 250 km/h) und die Bestandsgleise für den S-Bahn-Verkehr genutzt werden. Während im westlichen Bereich zwischen Düren und Aachen bereits vor dem Streckenausbau ein Unterwerk bei Stolberg bestand, das aus einer von Düsseldorf her kommenden Bahnstromleitung gespeist wird, war im östlichen Bereich aufgrund der neu entstandenen Kapazitäten ein weiteres Unterwerk nötig geworden.

## Verlauf

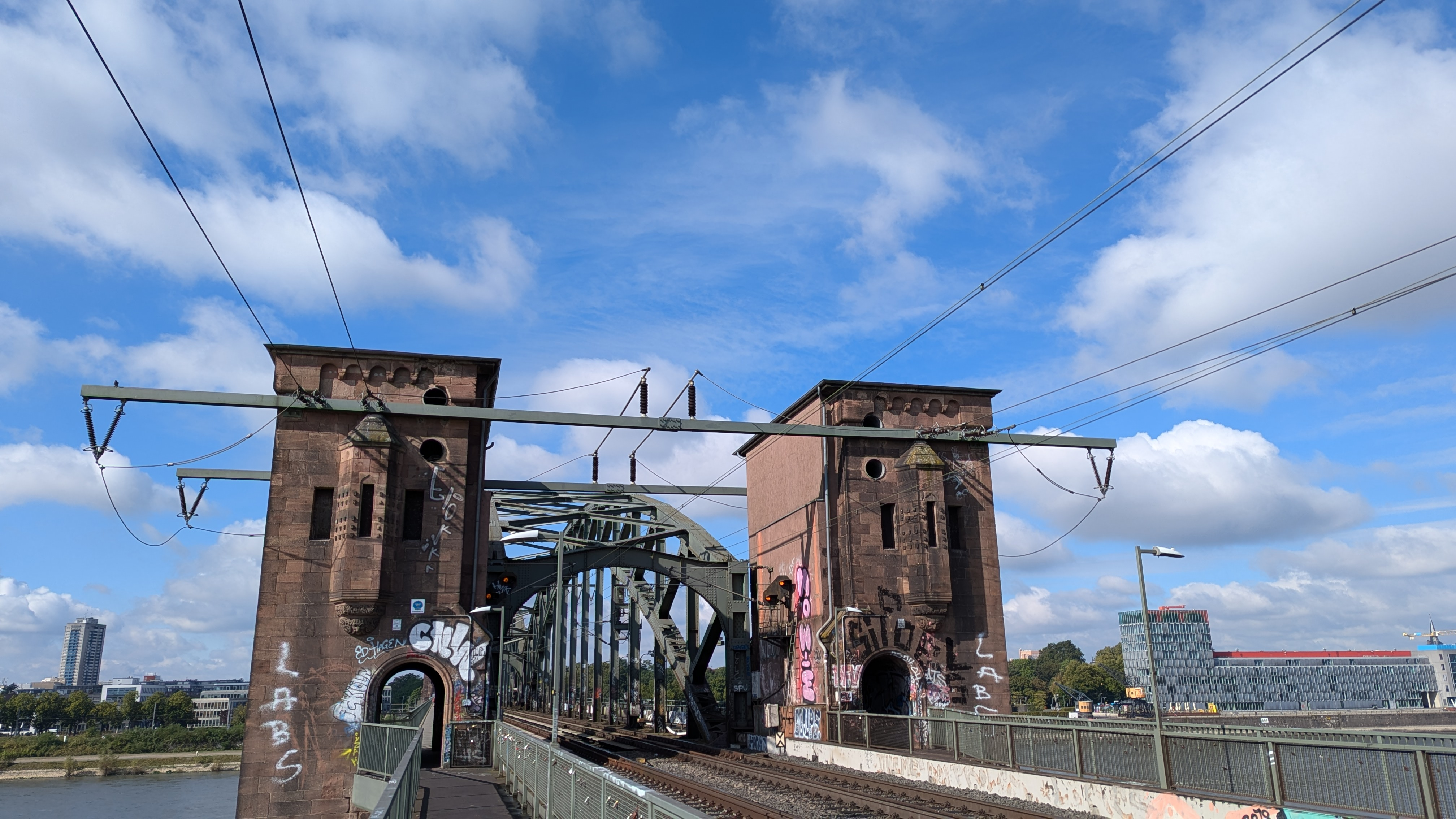
110-kV-Bahnstromleitung, östliche Türme

Die Leitung nimmt ihren Ausgangspunkt am Umformerwerk Köln im Stadtteil Gremberghoven, wo sie an das bestehende Bahnstromnetz angebunden ist. Das Umformerwerk selbst war ursprünglich ein Umrichterwerk und wurde 1957 erbaut. Im Jahr 2010 fand ein Umbau der Anlage statt, wobei zwei Drehstrom-Umformer neu installiert wurden. Sie verlässt diese Anlage in nordwestliche Richtung, um der Kölner Güterumgehungsbahn zu folgen. Westlich des Autobahnkreuz Gremberg überquert sie zum ersten Mal die BAB 4. Während die meisten Masten der Leitung die in Deutschland bei Bahnstromleitungen übliche Einebenen-Anordnung aufweisen, sind südlich der BAB 4 einige Masten aufgrund schmalerer Trassenbreite mit zwei Traversen ausgeführt. Der Leitungsverlauf dreht anschließend mehr nach Westen und erreicht die Kölner Südbrücke. Hierzu wurden die Türme und Fachwerkträger der Südbrücke mit Auslegern ausgerüstet. Besonders bemerkenswert ist hierbei die Leitungsführung an den östlichen Brückentürmen, denn ein Leiter des Bahnstromsystems umgeht diese auf der Außenseite, während der andere auf einer sammelschienenartigen Konstruktion auf der Innenseite der Türme verläuft. Westlich des Rheins trifft sie auf die Linke Rheinstrecke nach Bonn, der sie nun in südliche Richtung folgt. Dabei verläuft sie auf relativ schmalen Masten mitten durch das Gelände des alten Güterbahnhofs Eifeltor.
Nachdem die BAB 4 ein weiteres Mal überquert wurde, umgeht sie das Gelände des heutigen Güterbahnhofs Köln-Eifeltor. An dessen südlichem Ende unterquert die die Nord-Süd-Leitung und die älteste 380-kV-Leitung Deutschlands, die Leitung Rommerskirchen–Hoheneck. Nördlich von Brühl wird die linke Rheinstrecke nach Westen verlassen und die Leitung nutzt ab hier bestehende Freileitungs-Infrastruktur. Zunächst verläuft sie auf einigen Masten der früheren 220-kV-Leitung Goldenbergwerk–Wesseling, danach führt sie auf die unterste Traverse der Leitung Oberzier–Kierdorf–Sechtem. Diese Leitung war im Abschnitt zwischen Kierdorf und Sechtem bereits bei ihrem Bau im Jahr 1975 mit drei Traversen für bis zu vier 380-kV-Stromkreise ausgelegt, wobei jedoch nach wie vor nur zwei Kreise betrieben werden. An einem Abspannmasten dieser Leitung war bei seinem Bau eine Aussichtsplattform montiert, die 2010 jedoch abgebaut wurde.
Kurz vor Kierdorf überquert diese kombinierte Leitung die BAB 1 und die Kreise der Bahnstromleitung führen auf die Trasse der ehemaligen 110-kV-Leitung Kierdorf–Mödrath. Diese Leitung versorgte über das Umspannwerk Mödrath ursprünglich die Anlagen des Tagebaus Frechen, nachdem der Braunkohleabbau 1986 endete und die Grube bis 2003 verfüllt wurde, wurde die Leitung aufgrund des geringeren Energiebedarfs entbehrlich. Beim Umbau zur Bahnstromleitung wurden lediglich die zwei äußeren Phasen auf der unteren Traverse entfernt. Bei Türnich dreht die Leitung von Nordwesten wieder nach Westen und quert, nach wie vor parallel zur 380-kV-Leitung Oberzier–Sechtem, die BAB 61. Nachdem Kerpen südlich umgangen wurde, dreht die Leitung bei Manheim-neu nach Norden, parallel zum erst 2017 fertiggestellten 380-kV-Leitungsabzweig nach Paffendorf, bis sie auf die Bahnstrecke Köln–Aachen trifft. Dieser folgt sie ein sehr kurzes Stück und quert kurz vor ihrem Ende am Unterwerk Sindorf ein drittes Mal die BAB 4.

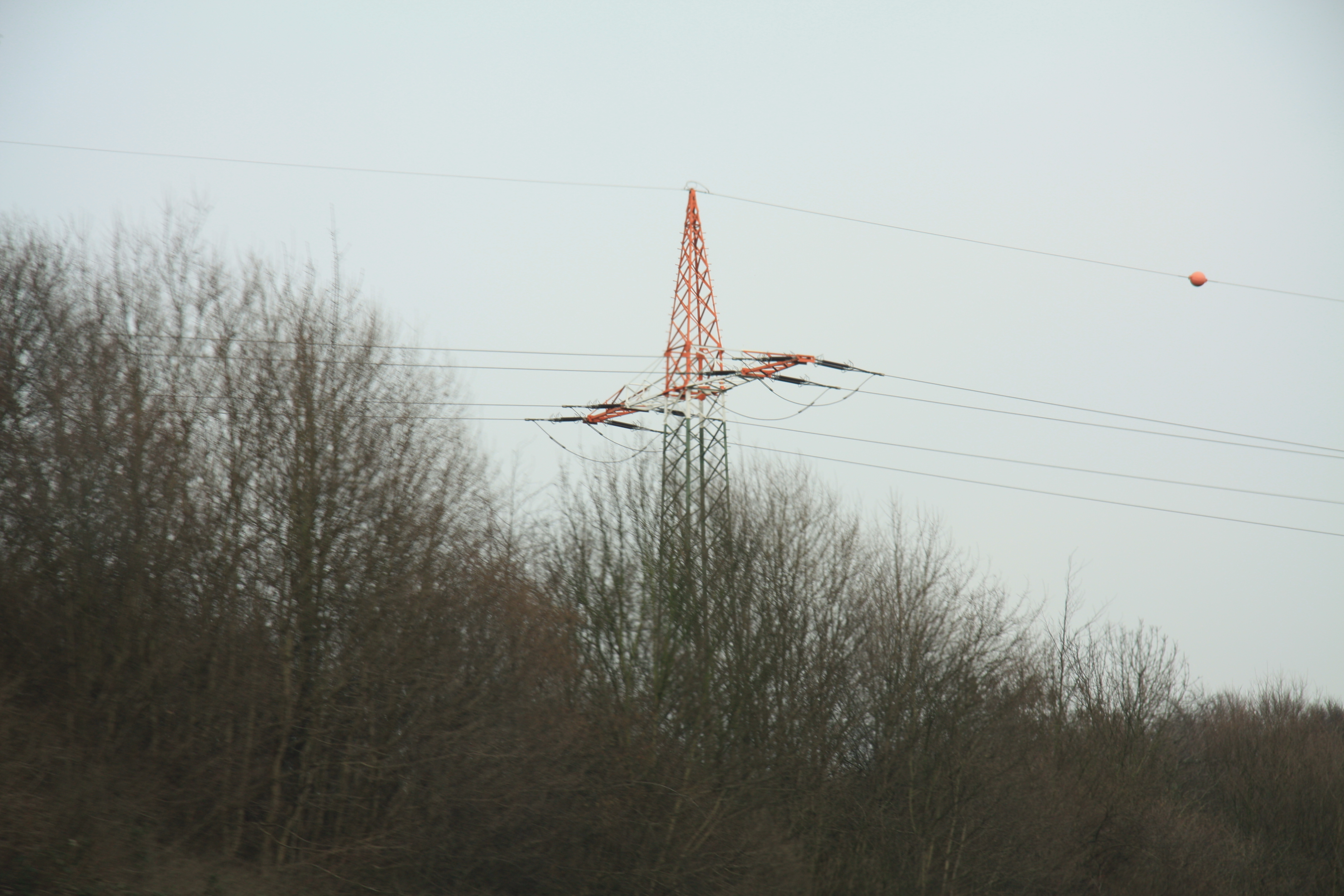
An der BAB 4 in Gremberg
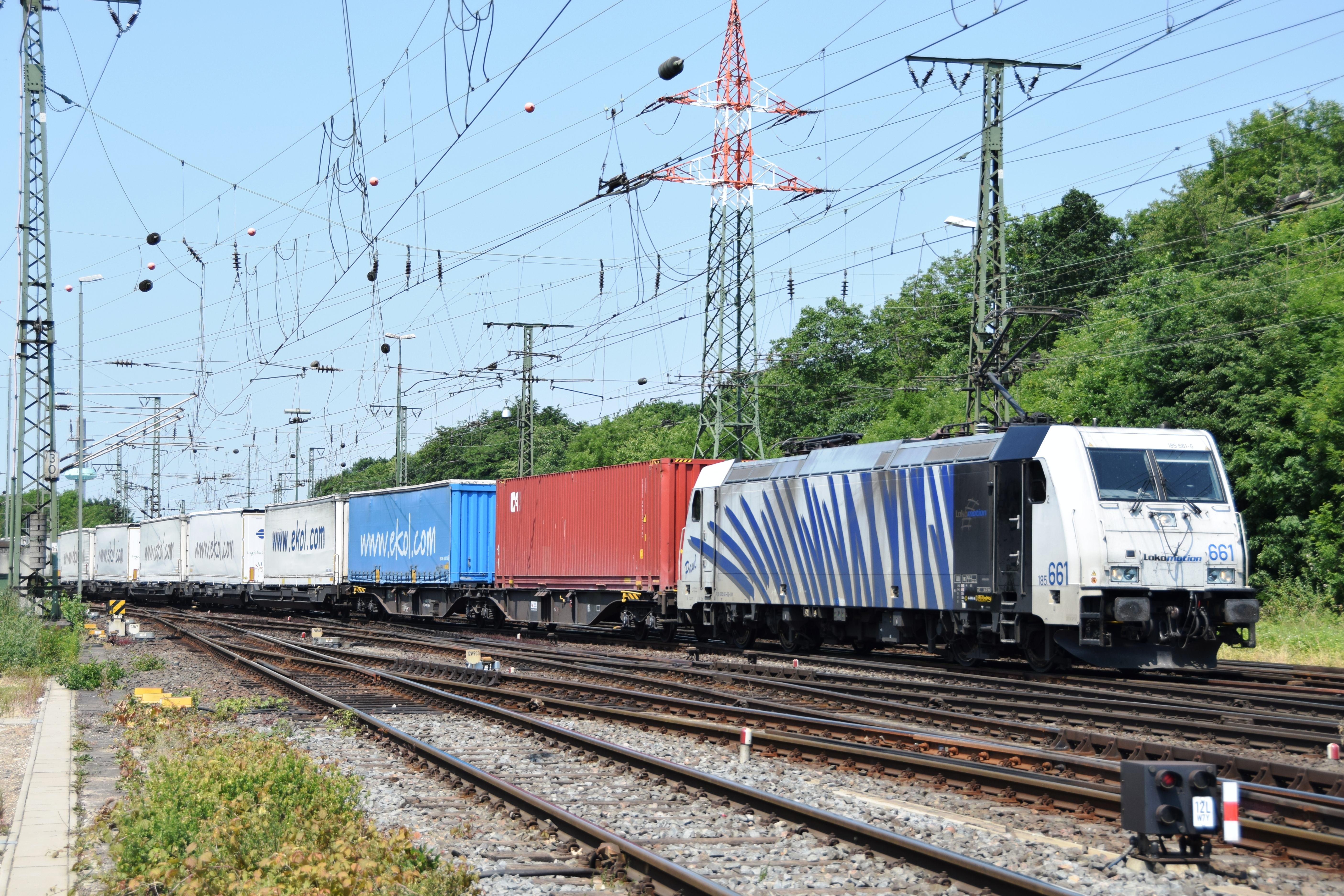
Masten mit zwei Ebenen
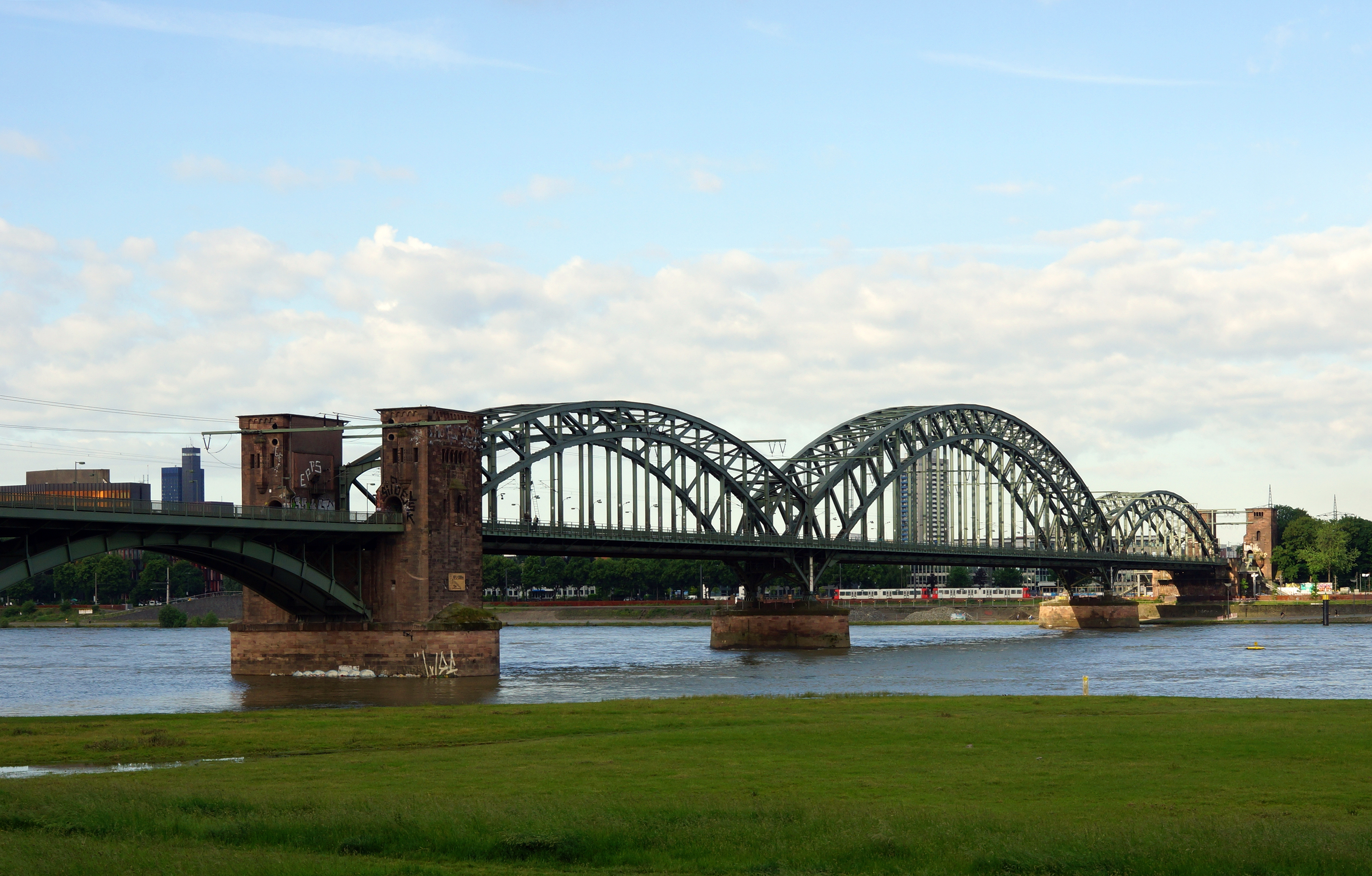
Kölner Südbrücke mit Bahnstromleitung Köln–Sindorf
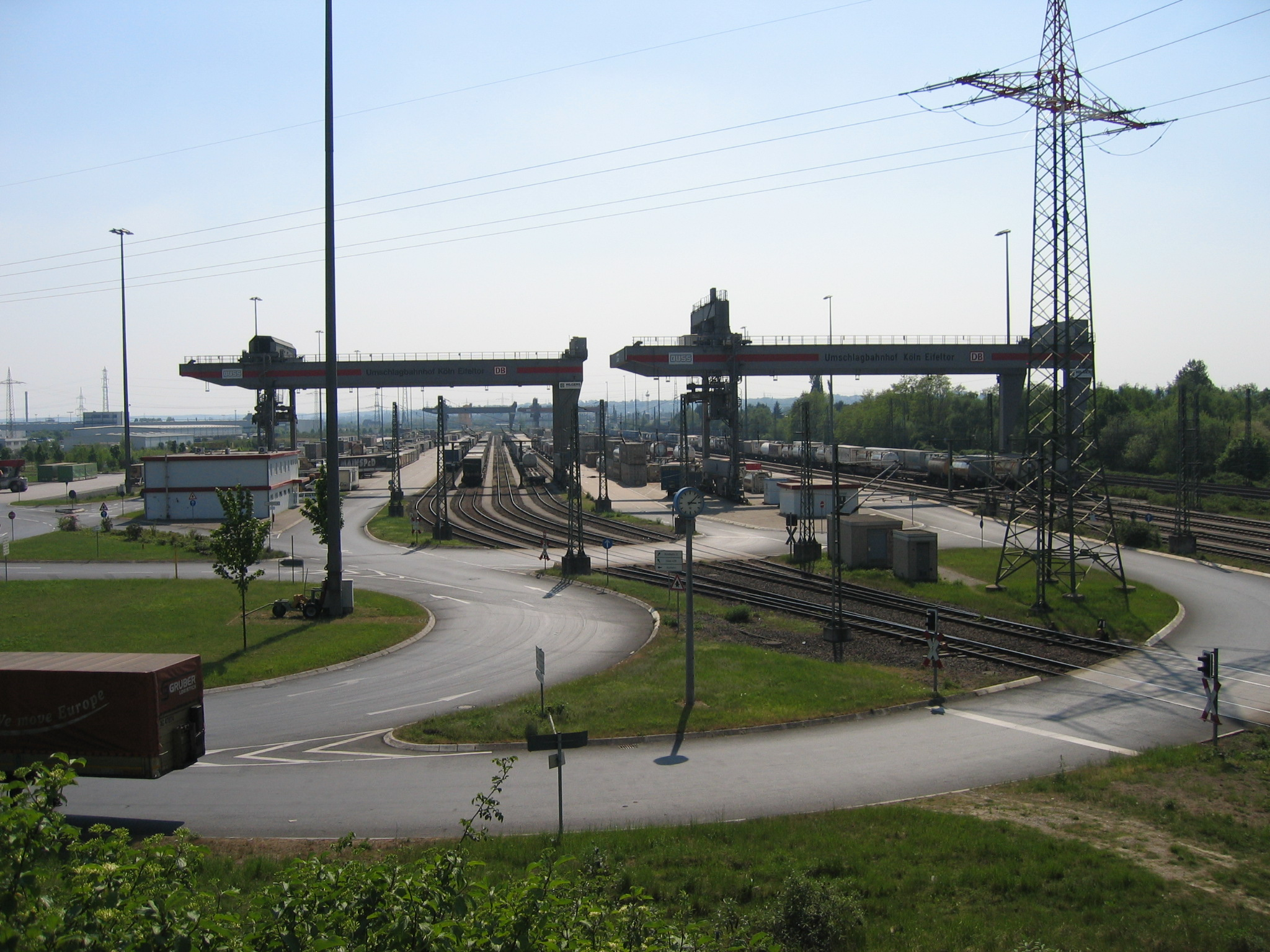
Am Güterbahnhof Eifeltor